# Бекмания
Бекма́ния, или Бекма́нния (лат. Beckmánnia) — род травянистых, в основном многолетних, растений семейства Злаки (Poaceae). Назван в честь немецкого учёного Иоганна Бекмана.

## Ботаническое описание[1]

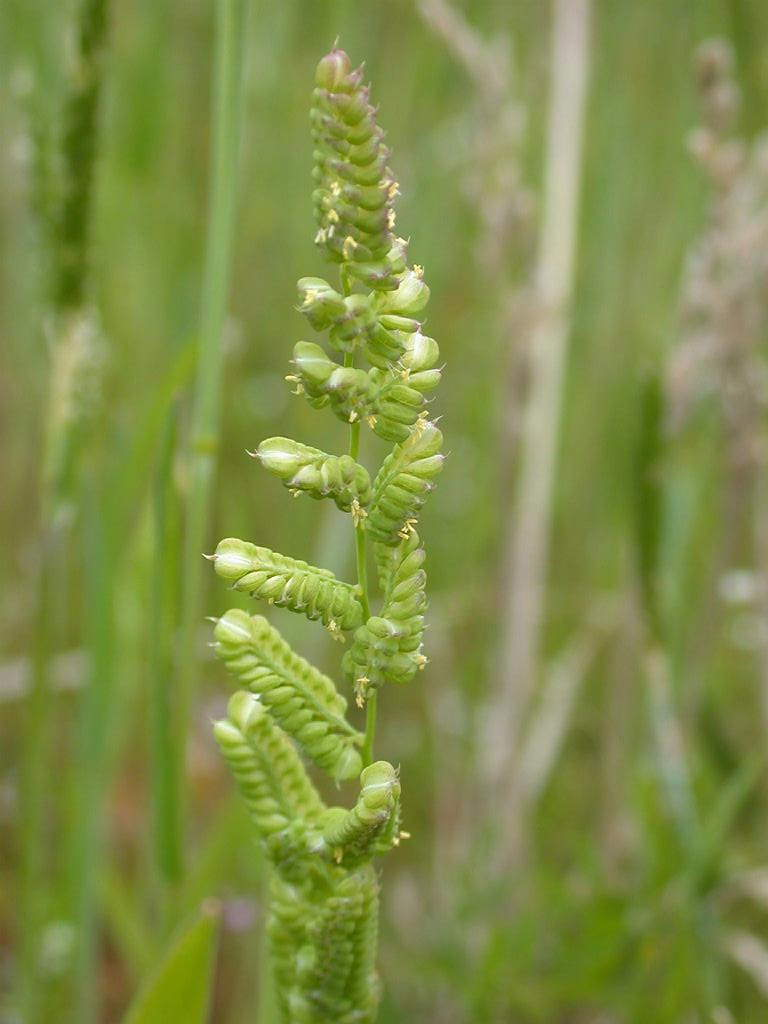
Колоски бекмании восточной

Однолетние или многолетние (и тогда обычно с короткими подземными ползучими побегами) растения 30—150 см высоты.

Стебли прямостоячие, голые и гладкие. Влагалища голые, гладкие или в верхней части слабо шероховатые. Язычки перепончатые, 2—10 мм длины, на спинке обычно более или менее шероховатые, по краю без ресничек.

Листовые пластинки 2—10 (12) мм ширины, линейные, плоские, обычно с обеих сторон более или менее шероховатые.

Общее соцветие — очень густые, более или менее односторонние метёлки 6-30 см длины, состоящие из таких же односторонних колосовидных веточек 0,5—5 см длины с более или менее трёхгранной и шероховатой по рёбрам осью.

Колоски 1,5—3,5 мм длины, расположенные на оси веточки очерёдно по одному двумя сближенными рядами на ножках до 0,2 мм длины, все одинаковые, с одним обоеполым цветком или с двумя цветками, из которых нижний — обоеполый, а верхний — обычно тычиночный или более или менее недоразвитый.

Ось колоска короткая, без сочленений (колоски при плодах опадают целиком по сочленению под колосковыми чешуями).

Колосковые чешуи обычно немного короче колосков, кожисто-перепончатые, на спинке мешковидно вздутые, с тремя жилками, без киля или с килем, голые или коротко волосистые, на верхушке обычно притуплённые, немного выямчатые.

Нижние цветковые чешуи равные колоскам, кожисто-перепончатые, от ланцетных до ланцетно-яйцевидных, с пятью жилками, из которых средний образует слабый киль и часто переходит на верхушке в острие до 0,8 мм длины, на спинке обычно с рассеянными короткими волосками или шипиками; каллус короткий и обычно голый.

Верхние цветочные чешуи немного более короткие, с двумя образующими слабые кили или жилки.

Цв. пл. — 2, тычинок 3, с пылниками 0,4—1,8 мм длины.

Хромосомы крупные; x=7.

## Хозяйственное значение
Оба вида рода до цветения (позднее листья и стебли сильно грубеют) являются хорошими пастбищными и сенокосными растениями, переносящими значительные засоления почвы. пригодны для культуры и на поливных землях бывш. СССР.

### Сорт "Русалочка"
Рекомендуется возделывать на полевых участках с высокой влажностью почвы, характеризуется устойчивостью к затоплению полыми водами на заливных лугах – до 100 дней и более. Урожайность выше на 24% сорта «Нарымская 2». Куст прямостоячий, средней плотности, средней высоты (112 см), на второй год жизни формирует 24 - 28 стеблей. Урожай зелёной массы в среднем за цикл составляет 187 ц/га, сена - 54 ц/га, семян - 2,5 ц/га. Сорт имеет хорошую зимостойкость и засухоустойчивость. Быстро отрастает весной. Вегетационный период 53 - 63 дня до первого укоса, 89 - 96 дней до полного созревания семян. Содержание белка в зелёной массе 8,0 - 12,8%, клетчатки - 28 - 38%. Характеризуется очень высокой поедаемостью. Обладает комплексом признаков устойчивости к экстремальным условиям Сибири.  

## Классификация
Существует два вида этого растения, которые распространены в Европе, Азии и Северной Америке:
- Beckmannia eruciformis (L.) Host typus — Бекмания обыкновенная
- Beckmannia syzigachne (Steud.) Fernald — Бекмания восточная

Оба вида встречаются на территории России и сопредельных стран.